# Scharten (Górna Austria)
Scharten – miejscowość i gmina w Austrii, w kraju związkowym Górna Austria, w powiecie Eferding. Liczy ok. 2,3 tys. mieszkańców.